# Балдерем
Балдерем (фр. Baldersheim) насеље је и општина у источној Француској у региону Алзас, у департману Горња Рајна која припада префектури Милуз.
По подацима из 2011. године у општини је живело 2.595 становника, а густина насељености је износила 203,37 становника/km². Општина се простире на површини од 12,76 km². Налази се на средњој надморској висини од 227 метара (максималној 233 m, а минималној 225 m).

## Демографија
| 1962. | 1968. | 1975. | 1982. | 1990. | 1999. | 2011. |
| ----- | ----- | ----- | ----- | ----- | ----- | ----- |
| 653   | 981   | 1.474 | 1.837 | 2.238 | 2.206 | 2.595 |

График промене броја становника у току последњих година